# Zaleptus trichopus
Zaleptus trichopus is een hooiwagen uit de familie Sclerosomatidae.